# Jonael
Jonael ist ein männlicher Vorname.

## Herkunft und Bedeutung
Jonael ist ein Name, der entweder eine Zusammensetzung der hebräischen Namen יוֹנָה jônâ „Taube“ und יוֹאֵל jōʾēl „der Herr ist Gott“, oder eine Erweiterung des Namens יוֹנָה jônâ „Taube“ um das theophore Element אֵל ʾēl „Gott“.

## Verbreitung
Jonael ist ein moderner französischer, englischer und deutscher Name, der jedoch nur sehr selten vergeben wird.
In Frankreich wurde der Name zwischen den Jahren 2000 und 2020 nur 126 Mal vergeben. Dort existiert auch die Schreibweise Jonaël. In den USA schaffte der Name es bislang nur im Jahr 2015 unter die 1000 beliebtesten Jungennamen (Stand: 2021).
In Deutschland bestätigte die GfdS die Nutzbarkeit Jonaels als Vorname.

## Bekannte Namensträger
- Jonael Angelus Schickler (1976–2002), Schweizer Philosoph